# 우에스기 다카시

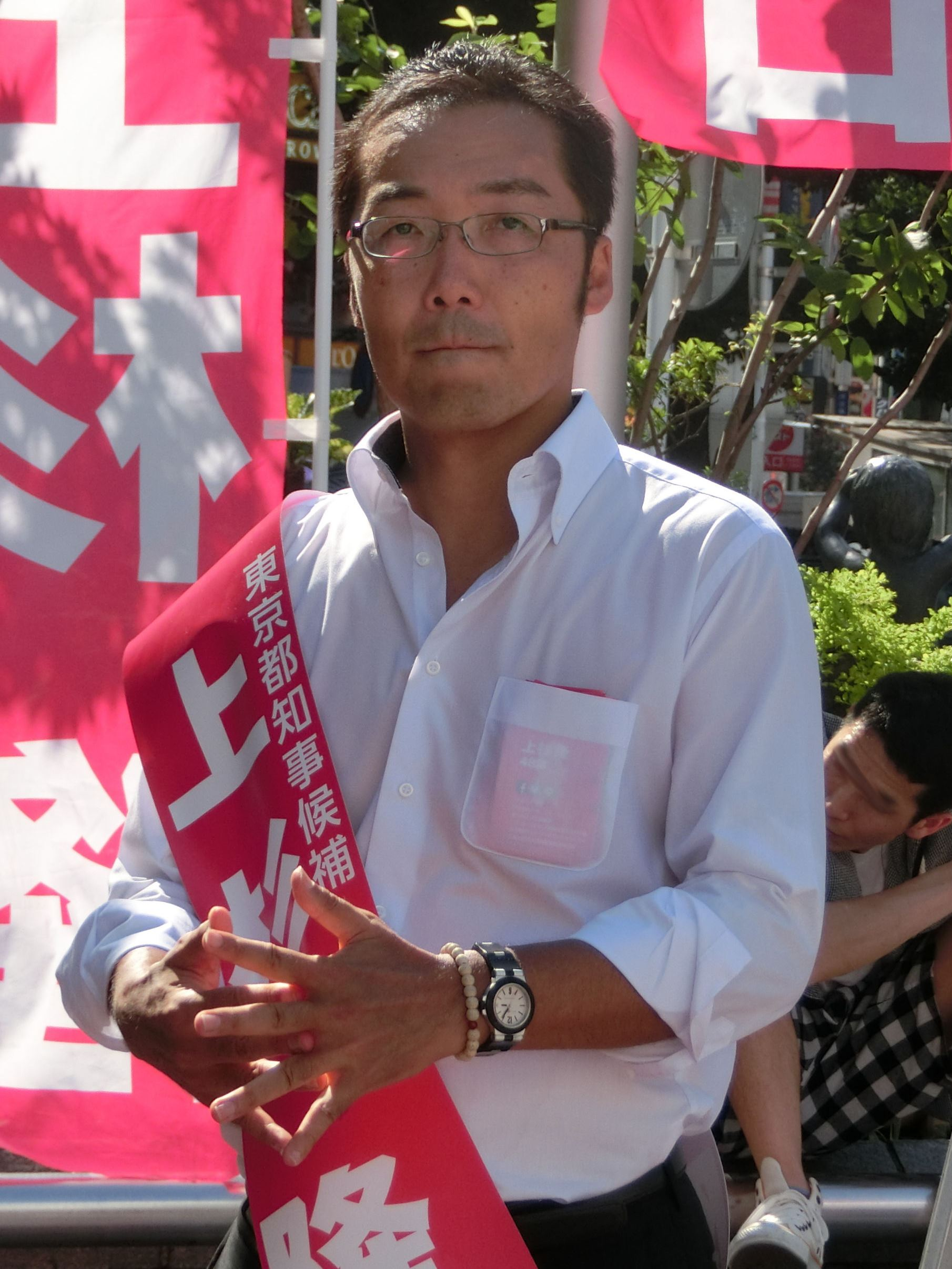

우에스기 다카시(일본어: 上杉隆 1968년 5월-)는 일본의 보수 저널리스트이자 변호사법 72조 위반으로 NHK와 재판하고 있는 당 간사장이다. 후쿠오카현 출신.

## 약력
도쿄 도립 히로오 고등학교,쓰루 문과대학 문학부 영문과를 졸업하였다. 만 26세부터 자민당의 하토야마 구니오 의원의 보좌관으로 5년간 근무하였으며, 퇴직후에는 뉴욕타임즈 일본지부의 기자로 취직하였다.

## 활동
2000년 《이시하라 신타로와 5인의 참모》 라는 책을 집필한 것을 시작으로 문필활동을 시작하여, 《문예춘추》지면상에서 외상으로 취임하기 전의 다나카 마키코를 줄곧 비판하였다. 2002년 이후 프리저널리스트로 활동하면서 주로 정치관계기사를 써 왔다. 2003년에는 조선민주주의인민공화국 잠입취재, 같은 해, 이라크에 잠입취재를 하였으며, 이라크 취재에서 교통사고로 부상을 입어, 이후는 주로 일본국내정치문제를 소재로 기사를 쓰고 있다. 아베 신조의 총리취임이후, 1년 이내에 정권이 끝난다고 예측하였고, 2007년에는 아베 내각의 면면을 다룬 《관저붕괴》라는 책을 냈다. 이 책은 《아마추어 정부의 몰락》이라는 제목으로 중앙일보에서 근무하고 있는 저자들에 의해 한국어판이 번역되어 나왔으며, 아베 정권의 몰락이유를 측근정치로 판단하면서 이를 참여 정부에 빗대어 비판한 책이다. 2008년 6월 조선의 원자로 냉각탑 폭파를 쇼로 비판하고 북의 핵개발을 묵인한다는 이유로 미국 부시정권을 비판하는 칼럼을 게재하였다.  보관됨 2008-07-08 - 웨이백 머신